# SWG Schraubenwerk Gaisbach
Die SWG Schraubenwerk Gaisbach GmbH ist ein Unternehmen der Würth-Gruppe mit Sitz in Waldenburg.

## Geschichte
1958 gründete Reinhold Würth eine Schraubenproduktion, die zunächst in Künzelsau (am Bahnhof) angesiedelt war, ab 1962 in neu erbauten Produktionshallen in Gaisbach, und 1967 unter dem Namen SWG Schraubenwerk Gaisbach GmbH & Co. KG ins Handelsregister eingetragen wurde. Damit das Unternehmen weiter wachsen konnte, zog es 1988 in den Gewerbepark Hohenlohe nach Waldenburg, wo sich heute der Hauptsitz befindet.
Nach Erweiterungen der Produktions- und Logistikzentren wurden 2008/2009 in Frankreich (SWG France SARL) und in Spanien (SWG Schraubenwerk Gaisbach España S.L.U.) Tochtergesellschaften gegründet. 2014 erfolgte die Erweiterung um den Geschäftsbereich SWG Engineering und 2020 um den Geschäftsbereich Galvanik.

## Unternehmen
SWG fokussiert sich auf zwei Geschäftsbereiche: Produktion und Handel.

### Handel
Der Geschäftsbereich Handel setzt sich aus den Schwerpunkten „Automotive“ und „Befestigungs- und Verbindungstechnik“ zusammen und beliefert den Baustoff-/Holzfachhandel, Baumärkte, Großhändler und Online-Plattformen sowie Kfz-Teile-Großhändler in Deutschland und Europa.

### Produktion
Der Geschäftsbereich Produktion ist ein Hersteller von Schrauben für das holz- und metallverarbeitende Gewerbe. Dabei werden täglich bis zu 12 Millionen Schrauben hergestellt.